# Tầng ngoài (khí quyển)

Biểu đồ khí quyển chỉ ra tầng ngoài và các tầng khác. Các tầng này vẽ không đúng tỷ lệ xích: từ bề mặt Trái Đất tới đỉnh tầng bình lưu (50km) chưa đầy 1% bán kính Trái Đất.

Tầng ngoài là lớp trên cùng nhất của khí quyển Trái Đất. Trên Trái Đất, ranh giới dưới của nó với rìa trên của tầng nhiệt, ước tính theo các nguồn khác nhau, là khoảng 1.000 km phía trên bề mặt Trái Đất, và ranh giới trên của nó là khoảng 20.000 km, tuy nhiên ranh giới trên này không được định nghĩa rõ ràng do mật độ khí giảm liên tục nhưng không bao giờ đạt tới 0. Phần lớn vật chất trong tầng ngoài nằm ở trạng thái ion hóa. Chỉ từ tầng ngoài thì các loại khí của khí quyển (gồm các nguyên tử, phân tử) có thể, ở một mức độ nhất định, thoát ra để bay vào không gian liên hành tinh. Các khí chính trong tầng ngoài là các khí nhẹ nhất, chủ yếu là hiđrô, với một ít heli, dioxide cacbon, oxy nguyên tử gần đáy của tầng ngoài. Tầng ngoài là lớp cuối cùng trước khi tiến vào vũ trụ.
Đáy tầng ngoài là cao độ thấp nhất của tầng ngoài, được xác định theo một trong hai cách sau:
1. Độ cao trên nó có các va chạm nguyên tử không đáng kể giữa các hạt và
2. Độ cao trên nó thì các nguyên tử hợp thành là trong các quỹ đạo đạn đạo thuần túy.

Tại đáy tầng ngoài, chuyển động tự do trung bình của phân tử là tương đương với độ cao tỷ lệ xích áp suất. Do độ cao tỷ lệ xích áp suất là gần như tương đương với độ cao tỷ lệ xích mật độ của thành phần cơ bản và do số Knudsen là tỷ số của chuyển động tự do trung bình và tỷ lệ dao động mật độ điển hình, nó có nghĩa là đáy tầng ngoài nằm trong khu vực với {\displaystyle \mathrm {Kn} (h_{EB})\simeq 1}.
Nhiệt độ cao khoảng trên 1.000 °C, dường như là thịnh hành tại tầng ngoài, chỉ áp dụng để nói tới vận tốc của các hạt (do các hạt chuyển động nhanh hơn thì ứng với nhiệt độ cao hơn). Các nhiệt kế nói chung lại chỉ các nhiệt độ dưới 0 °C, do mật độ khí tại các cao độ này là quá nhỏ để việc chuyển tải nhiệt ở mức có thể đo được là rất khó xảy ra.